# Абрамов, Анатолий Александрович
Анато́лий Алекса́ндрович Абра́мов (укр. Анатолій Олександрович Абрамов, родился 16 мая 1937 в Сумах) — советский и украинский народный музыкант, бандурист.

## Биография
С 1950 года был участником детской капеллы бандуристов, которой руководил Дмитрий Васильевич Андрусенко. С 1956 года работал токарем и принимал участие в мужской капелле бандуристов при Дворце культуры завода имени Фрунзе в Сумах. В 1967 году окончил дирижёрско-хоровое отделение Сумского музыкального училища, в 1980 — дирижёрско-хоровое отделение Харьковского института культуры.
После смерти Д.Андрусенко (в 1965) принял руководство капеллой бандуристов Дворца культуры имени Фрунзе. Выступал с ней как солист-бандурист. В репертуаре — народные песни, произведения украинских композиторов. В 1967—1997 годах вёл класс бандуры в Сумском культурно-просветительском училище. Руководитель хора народной песни в селе Нижняя Сыроватка.